# Promozione Lombardia 1982-1983
Nella stagione 1982-1983 la Promozione era il sesto livello del calcio italiano (il massimo livello regionale). Qui vi sono le statistiche relative al campionato in Lombardia e nella provincia di Piacenza, gestiti dal Comitato Regionale Lombardo.
Il campionato è strutturato in vari gironi all'italiana su base regionale, gestiti dai Comitati Regionali di competenza. Promozioni alla categoria superiore e retrocessioni in quella inferiore non erano sempre omogenee; erano quantificate all'inizio del campionato dal Comitato Regionale secondo le direttive stabilite dalla Lega Nazionale Dilettanti, ma flessibili, in relazione al numero delle società retrocesse dal Campionato Interregionale e perciò, a seconda delle varie situazioni regionali, la fine del campionato poteva avere degli spareggi sia di promozione che di retrocessione.
Questo è il campionato regionale della regione Lombardia, ma fino alla stagione 1994-1995 la provincia di Piacenza è stata di competenza del Comitato Regionale Lombardo così come la provincia di Mantova è stata gestita dal Comitato Regionale Emilia-Romagna.

## Girone A

### Squadre partecipanti
| Club                        | Città                   |
| --------------------------- | ----------------------- |
| Pol. Bizzarone              | Bizzarone (CO)          |
| U.S. Caronnese              | Caronno Pertusella (VA) |
| A.C. Cosia                  | Tavernerio (CO)         |
| A.S. Giussano Calcio        | Giussano (MI)           |
| U.S. Lomazzo                | Lomazzo (CO)            |
| U.S. Nervianese             | Nerviano (MI)           |
| U.S. Padernese              | Paderno Dugnano (MI)    |
| A.C. Parabiago              | Parabiago (MI)          |
| S.S. Pro Lissone            | Lissone (MI)            |
| A.C. Real Bariana           | Bariana di Lainate (MI) |
| S.C. Rovellasca 1910        | Rovellasca (CO)         |
| G.S. Salus et Virtus Turate | Turate (CO)             |
| A.C. Tradate                | Tradate (VA)            |
| F.C. Verbano                | Cocquio Trevisago (VA)  |
| A.S. Vergiatese             | Vergiate (VA)           |
| A.S. Viggiù Rifiorente      | Viggiù (VA)             |

### Classifica finale
|  | Pos. | Squadra                | Pt | G  | V  | N  | P  | GF | GS | DR  |
|  | ---- | ---------------------- | -- | -- | -- | -- | -- | -- | -- | --- |
|  | 1.   | Vergiatese             | 46 | 30 | 17 | 12 | 1  | 43 | 18 | +25 |
|  | 2.   | Rovellasca 1910        | 41 | 30 | 17 | 7  | 6  | 46 | 26 | +20 |
|  | 3.   | Pro Lissone            | 37 | 30 | 15 | 7  | 8  | 48 | 26 | +22 |
|  | 4.   | Bizzarone              | 36 | 30 | 12 | 12 | 6  | 29 | 22 | +7  |
|  | 5.   | Lomazzo                | 34 | 30 | 13 | 8  | 9  | 46 | 34 | +12 |
|  | 6.   | Giussano               | 32 | 30 | 13 | 6  | 11 | 39 | 29 | +10 |
|  | 7.   | Nervianese             | 31 | 30 | 9  | 13 | 8  | 29 | 33 | -4  |
|  | 8.   | Real Bariana           | 29 | 30 | 10 | 9  | 11 | 27 | 27 | 0   |
|  | 9.   | Verbano                | 28 | 30 | 7  | 14 | 9  | 33 | 36 | -3  |
|  | 9.   | Cosia                  | 28 | 30 | 8  | 12 | 10 | 20 | 25 | -5  |
|  | 9.   | Padernese              | 28 | 30 | 7  | 14 | 9  | 26 | 32 | -6  |
|  | 12.  | Parabiago              | 27 | 30 | 8  | 11 | 11 | 36 | 36 | 0   |
|  | 13.  | Tradate                | 26 | 30 | 7  | 12 | 11 | 25 | 32 | -7  |
|  | 14.  | Caronnese              | 26 | 30 | 8  | 10 | 12 | 26 | 35 | -9  |
|  | 15.  | Salus et Virtus Turate | 20 | 30 | 6  | 8  | 16 | 29 | 50 | -21 |
|  | 16.  | Viggiù Rifiorente      | 11 | 30 | 1  | 9  | 20 | 23 | 64 | -41 |

Legenda:
      Ammesso agli spareggi promozione.
  Va agli spareggi retrocessione.
      Retrocesso in Prima Categoria 1983-1984.
Regolamento:
Due punti a vittoria, uno a pareggio, zero a sconfitta.
Note:
Tradate salvo grazie ai migliori scontri diretti.

## Girone B

### Squadre partecipanti
| Club                  | Città                      |
| --------------------- | -------------------------- |
| Pol. Albinese         | Albino (BG)                |
| A.C. Brugherio        | Brugherio (MI)             |
| U.S. Caravaggio       | Caravaggio (BG)            |
| Pol. Carugatese       | Carugate (MI)              |
| F.C. Cassano 1966     | Cassano d'Adda (MI)        |
| A.C. Cernusco         | Cernusco sul Naviglio (MI) |
| U.S. Cisanese         | Cisano Bergamasco (BG)     |
| A.S. Cologno Monzese  | Cologno Monzese (MI)       |
| G.S. Concorezzese     | Concorezzo (MI)            |
| Erbese Calcio         | Erba (CO)                  |
| S.S. Fulgor Canonica  | Canonica d'Adda (BG)       |
| G.S. Missaglia Sport  | Missaglia (CO)             |
| U.S. Ponte San Pietro | Ponte San Pietro (BG)      |
| S.S. Tritium 1908     | Trezzo sull'Adda (MI)      |
| U.S. Vapriese         | Vaprio d'Adda (MI)         |
| A.C. Verdello         | Verdello (BG)              |

### Classifica finale
|  | Pos. | Squadra          | Pt | G  | V  | N  | P  | GF | GS | DR  |
|  | ---- | ---------------- | -- | -- | -- | -- | -- | -- | -- | --- |
|  | 1.   | Ponte San Pietro | 47 | 30 | 18 | 11 | 1  | 51 | 17 | +34 |
|  | 2.   | Brugherio        | 36 | 30 | 12 | 12 | 6  | 41 | 30 | +11 |
|  | 3.   | Verdello         | 34 | 30 | 12 | 10 | 8  | 32 | 24 | +8  |
|  | 3.   | Albinese         | 34 | 30 | 13 | 8  | 9  | 30 | 23 | +7  |
|  | 5.   | Cassano 1966     | 33 | 30 | 10 | 13 | 7  | 30 | 20 | +10 |
|  | 6.   | Missaglia        | 32 | 30 | 13 | 6  | 11 | 42 | 31 | +11 |
|  | 7.   | Tritium 1908     | 31 | 30 | 11 | 9  | 10 | 35 | 27 | +8  |
|  | 7.   | Caravaggio       | 31 | 30 | 11 | 9  | 10 | 29 | 31 | -2  |
|  | 9.   | Vapriese         | 29 | 30 | 9  | 11 | 10 | 29 | 34 | -5  |
|  | 9.   | Erbese           | 29 | 30 | 10 | 9  | 11 | 29 | 36 | -7  |
|  | 9.   | Carugatese       | 29 | 30 | 9  | 11 | 10 | 20 | 26 | -6  |
|  | 12.  | Cernusco         | 28 | 30 | 8  | 12 | 10 | 25 | 36 | -11 |
|  | 13.  | Concorezzese     | 27 | 30 | 8  | 11 | 11 | 19 | 23 | -4  |
|  | 14.  | Cisanese         | 25 | 30 | 7  | 11 | 12 | 29 | 38 | -9  |
|  | 15.  | Cologno Monzese  | 25 | 30 | 6  | 13 | 11 | 29 | 30 | -1  |
|  | 16.  | Fulgor Canonica  | 10 | 30 | 0  | 10 | 20 | 16 | 60 | -44 |

Legenda:
      Ammesso agli spareggi promozione.
  Va agli spareggi retrocessione.
      Retrocesso in Prima Categoria 1983-1984.
Regolamento:
Due punti a vittoria, uno a pareggio, zero a sconfitta.

## Girone C

### Squadre partecipanti
| Club                    | Città                           |
| ----------------------- | ------------------------------- |
| F.C. Aurora Travagliato | Travagliato (BS)                |
| A.C. Carpenedolo        | Carpenedolo (BS)                |
| A.C. Castiglione        | Castiglione delle Stiviere (MN) |
| Club Azzurri            | Vobarno (BS)                    |
| A.C. Crema 1908         | Crema (CR)                      |
| U.S. Darfo Boario       | Darfo Boario Terme (BS)         |
| G.S. Intim Helen        | Telgate (BG)                    |
| A.C. Lonato             | Lonato (BS)                     |
| G.S. Luisiana           | Pandino (CR)                    |
| A.C. Lumezzane          | Lumezzane (BS)                  |
| U.S. Offanenghese       | Offanengo (CR)                  |
| A.S. Orceana            | Orzinuovi (BS)                  |
| G.S. OMAS Pontevico     | Pontevico (BS)                  |
| A.C. Sebinia            | Lovere (BG)                     |
| S.C. Soncino            | Soncino (CR)                    |
| U.S. Soresinese S.p.a.  | Soresina (CR)                   |

### Classifica finale
|  | Pos. | Squadra            | Pt | G  | V  | N  | P  | GF | GS | DR  |
|  | ---- | ------------------ | -- | -- | -- | -- | -- | -- | -- | --- |
|  | 1.   | OMAS Pontevico     | 45 | 30 | 18 | 9  | 3  | 46 | 18 | +28 |
|  | 2.   | Darfo Boario       | 45 | 30 | 17 | 11 | 2  | 33 | 7  | +26 |
|  | 3.   | Intim Helen        | 43 | 30 | 17 | 9  | 4  | 39 | 14 | +25 |
|  | 4.   | Orceana            | 41 | 30 | 18 | 5  | 7  | 53 | 21 | +32 |
|  | 5.   | Lumezzane          | 36 | 30 | 12 | 12 | 6  | 32 | 26 | +6  |
|  | 6.   | Soncino            | 35 | 30 | 12 | 11 | 7  | 33 | 26 | +7  |
|  | 7.   | Offanenghese       | 31 | 30 | 12 | 7  | 11 | 42 | 37 | +5  |
|  | 8.   | Castiglione        | 29 | 30 | 10 | 9  | 11 | 30 | 33 | -3  |
|  | 9.   | Lonato             | 29 | 30 | 9  | 11 | 10 | 41 | 36 | +5  |
|  | 10.  | Crema 1908         | 28 | 30 | 9  | 10 | 11 | 41 | 41 | 0   |
|  | 11.  | Luisiana           | 27 | 30 | 7  | 13 | 10 | 35 | 39 | -4  |
|  | 12.  | Aurora Travagliato | 26 | 30 | 8  | 10 | 12 | 29 | 35 | -6  |
|  | 12.  | Soresinese         | 26 | 30 | 6  | 14 | 10 | 26 | 36 | -10 |
|  | 14.  | Sebinia            | 16 | 30 | 4  | 8  | 18 | 23 | 53 | -30 |
|  | 15.  | Carpenedolo        | 12 | 30 | 3  | 6  | 21 | 23 | 65 | -42 |
|  | 16.  | Club Azzurri       | 11 | 30 | 3  | 5  | 22 | 24 | 63 | -39 |

Legenda:
      Ammesso agli spareggi promozione.
  Va agli spareggi retrocessione.
      Retrocesso in Prima Categoria 1983-1984.
Regolamento:
Due punti a vittoria, uno a pareggio, zero a sconfitta.

### Spareggio per il primo posto
|                | Risultato |              | Luogo e data            |
| -------------- | --------- | ------------ | ----------------------- |
| OMAS Pontevico | 1 - 0     | Darfo Boario | Ospitaletto, ?? ?? 1983 |
|                |           |              |                         |

## Girone D

### Squadre partecipanti
| Club                          | Città                      |
| ----------------------------- | -------------------------- |
| G.S. Banca Popolare di Milano | Milano (MI)                |
| A.C. Broni                    | Broni (PV)                 |
| F.C. Casteggio 1898           | Casteggio (PV)             |
| A.C. Castellana               | Castel San Giovanni (PC)   |
| U.S. Castelnovese             | Castelnuovo Scrivia (AL)   |
| A.C. Codogno                  | Codogno (MI)               |
| F.C. Corbetta                 | Corbetta (MI)              |
| U.S. Fiorenzuola              | Fiorenzuola d'Arda (PC)    |
| A.C. Magenta                  | Magenta (MI)               |
| A.C. Medese                   | Mede (PV)                  |
| U.S. Mottese                  | Motta Visconti (MI)        |
| U.S. Portalberese             | Portalbera (PV)            |
| A.S. Robbio                   | Robbio (PV)                |
| A.P. San Rocco al Porto       | San Rocco al Porto (MI)    |
| A.C. Trezzano                 | Trezzano sul Naviglio (MI) |
| U.S. Virtus Binasco           | Binasco (MI)               |

### Classifica finale
|  | Pos. | Squadra             | Pt | G  | V  | N  | P  | GF | GS | DR  |
|  | ---- | ------------------- | -- | -- | -- | -- | -- | -- | -- | --- |
|  | 1.   | Fiorenzuola         | 41 | 30 | 17 | 7  | 6  | 52 | 29 | +23 |
|  | 2.   | Magenta             | 38 | 30 | 15 | 8  | 7  | 41 | 24 | +17 |
|  | 2.   | Portalberese        | 36 | 30 | 13 | 10 | 7  | 36 | 25 | +11 |
|  | 4.   | Codogno             | 35 | 30 | 13 | 9  | 8  | 37 | 33 | +4  |
|  | 5.   | Virtus Binasco      | 34 | 30 | 12 | 10 | 8  | 39 | 26 | +13 |
|  | 6.   | Castellana          | 33 | 30 | 10 | 13 | 7  | 35 | 29 | +6  |
|  | 6.   | Mottese             | 33 | 30 | 12 | 9  | 9  | 37 | 26 | +11 |
|  | 8.   | Corbetta            | 31 | 30 | 11 | 9  | 10 | 35 | 31 | +4  |
|  | 8.   | Casteggio 1898      | 31 | 30 | 12 | 7  | 11 | 35 | 32 | +3  |
|  | 10.  | Medese              | 30 | 30 | 11 | 8  | 11 | 39 | 33 | +6  |
|  | 10.  | Banca Pop.di Milano | 30 | 30 | 10 | 10 | 10 | 29 | 31 | -2  |
|  | 10.  | San Rocco al Porto  | 30 | 30 | 10 | 10 | 10 | 30 | 38 | -8  |
|  | 13.  | Broni               | 24 | 30 | 6  | 12 | 12 | 32 | 36 | -4  |
|  | 14.  | Robbio              | 21 | 30 | 5  | 11 | 14 | 24 | 38 | -14 |
|  | 15.  | Trezzano            | 17 | 30 | 6  | 5  | 19 | 18 | 50 | -32 |
|  | 16.  | Castelnovese        | 16 | 30 | 4  | 8  | 18 | 11 | 49 | -38 |

Legenda:
      Ammesso agli spareggi promozione.
  Va agli spareggi retrocessione.
      Retrocesso in Prima Categoria 1983-1984.
Regolamento:
Due punti a vittoria, uno a pareggio, zero a sconfitta.

## Spareggi promozione
|                  | Risultati |                  | Luogo e data                       |  |
| ---------------- | --------- | ---------------- | ---------------------------------- |  |
| Fiorenzuola      | 1 - 1     | Vergiatese       | Pavia, 15 maggio 1983              |  |
| Ponte San Pietro | 2 - 0     | OMAS Pontevico   | Pandino, 15 maggio 1983            |  |
|                  |           |                  |                                    |  |
| Fiorenzuola      | 3 - 1     | Ponte San Pietro | Pandino, 22 maggio 1983            |  |
| OMAS Pontevico   | 2 - 2     | Vergiatese       | Ponte San Pietro, 22 maggio 1983   |  |
|                  |           |                  |                                    |  |
| Fiorenzuola      | 0 - 0     | OMAS Pontevico   | Pandino, 29 maggio 1983            |  |
| Vergiatese       | 0-0       | Ponte San Pietro | Sesto San Giovanni, 29 maggio 1983 |  |
|                  |           |                  |                                    |  |

### Classifica finale
|  | Pos. | Squadra          | Pt | G | V | N | P | GF | GS | DR |
|  | ---- | ---------------- | -- | - | - | - | - | -- | -- | -- |
|  | 1.   | Fiorenzuola      | 4  | 3 | 1 | 2 | 0 | 4  | 2  | +2 |
|  | 2.   | Ponte San Pietro | 3  | 3 | 1 | 1 | 1 | 3  | 3  | 0  |
|  | 3.   | Vergiatese       | 3  | 3 | 0 | 3 | 0 | 3  | 3  | 0  |
|  | 4.   | OMAS Pontevico   | 2  | 3 | 0 | 2 | 1 | 2  | 4  | -2 |

Legenda:
      Promosso in Interregionale 1983-1984.
Regolamento:
Due punti a vittoria, uno a pareggio, zero a sconfitta.

## Spareggi salvezza
|           | Risultati |           | Luogo e data                       |  |
| --------- | --------- | --------- | ---------------------------------- |  |
| Cisanese  | 0 - 0     | Sebinia   | Lurano, 22 maggio 1983             |  |
| Caronnese | 1 - 1     | Robbio    | Magenta, 22 maggio 1983            |  |
|           |           |           |                                    |  |
| Cisanese  | 2 - 1     | Caronnese | Concorezzo, 29 maggio 1983         |  |
| Robbio    | 1 - 0     | Sebinia   | Brugherio, 29 maggio 1983          |  |
|           |           |           |                                    |  |
| Robbio    | 0 - 0     | Cisanese  | Garbagnate Milanese, 5 giugno 1983 |  |
| Sebinia   | 1 - 1     | Caronnese | Ponte San Pietro, 5 giugno 1983    |  |
|           |           |           |                                    |  |

### Classifica finale
|  | Pos. | Squadra   | Pt | G | V | N | P | GF | GS | DR |
|  | ---- | --------- | -- | - | - | - | - | -- | -- | -- |
|  | 1.   | Robbio    | 4  | 3 | 1 | 2 | 0 | 2  | 1  | +1 |
|  | 2.   | Cisanese  | 4  | 3 | 1 | 2 | 0 | 2  | 1  | +1 |
|  | 3.   | Sebinia   | 2  | 3 | 0 | 2 | 1 | 1  | 2  | -1 |
|  | 4.   | Caronnese | 2  | 3 | 0 | 2 | 1 | 2  | 3  | -1 |

Legenda:
      Retrocesso in Prima Categoria 1983-1984.
Regolamento:
Due punti a vittoria, uno a pareggio, zero a sconfitta.
Note:
Robbio salvo al sorteggio (essendo pari sia differenza reti che scontro diretto).